# 南西楽園リゾート
株式会社南西楽園リゾート（なんせいらくえんリゾート）は、沖縄県宮古島市に本社を置き、沖縄県でリゾート事業を開発・運営するユニマットグループの企業である。

## 沿革
ユニマットグループは、1986年（昭和61年）以来、宮古島の南岸エリアでシギラリゾートと称する大規模リゾート開発を進めてきた。2018年（平成30年）11月1日には同グループで不動産事業を行う株式会社ユニマットプレシャスから沖縄県におけるリゾート事業を分社化して株式会社南西楽園リゾートを設立。全ての業務を引き継ぐ形で、2019年（平成31年）4月1日からシギラリゾートの運営を開始した。2019年（令和元年）9月1日には、リゾート施設の総称をシギラセブンマイルズリゾートに決定している。
ユニマットグループでは、2024年度（令和6年度）末までに、売上高1千億円を目標とし、宮古島での客室数を6,000室に増やすことを計画していた。
なお、かつてユニマットグループは、八重山列島でも小浜島で南西楽園小浜島リゾート（現ホテルニラカナイ小浜島）、西表島で西表サンクチュアリーリゾート ニラカナイ（現星野リゾート 西表島ホテル）を開発、運営していたが、それぞれ星野リゾートグループに運営委託、譲渡している。
2025年４月現在、シギラセブンマイルズリゾート内には、９つのホテル（1,246室）と30店舗以上のレストランがあり、その他、温泉、
ゴルフ場などを運営している。

## 主要施設

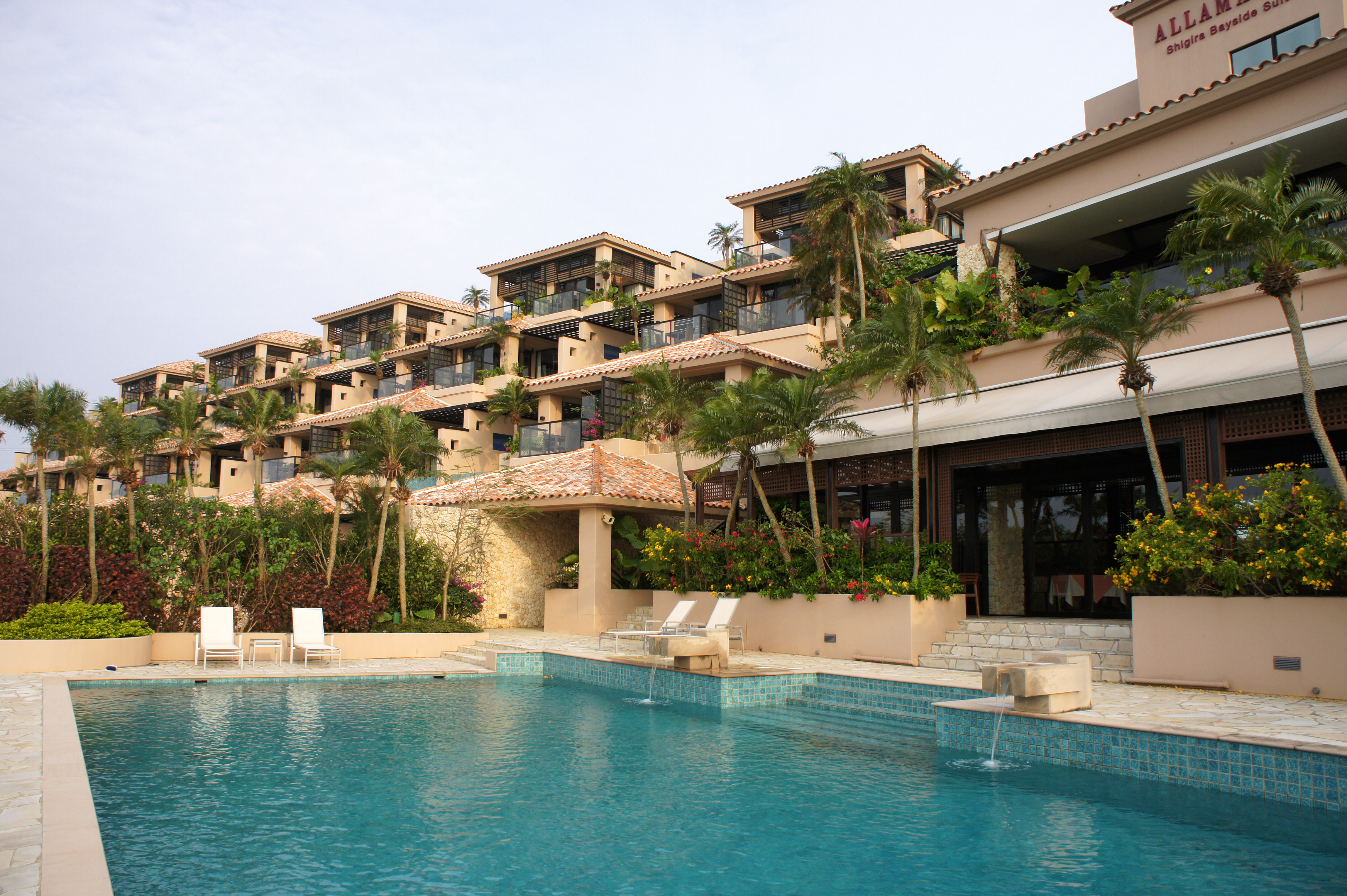
シギラベイサイドスイート アラマンダ

### ザ シギラ
19棟のヴィラから成る、オールインクルーシブスタイルのホテル。
- 所在地 - 沖縄県宮古島市上野新里1405-3
- 沿革
  - 2013年（平成25年）4月 - ベイフロント開業（9棟）[1][11]
  - 2023年（令和5年） 7月 - ラ・ブルーヴィスタ開業（10棟）[1][12]

### シギラベイサイドスイート アラマンダ
- 所在地
  - 沖縄県宮古島市上野新里926-25
- 沿革
  - 2008年（平成20年）8月  - プレミアハウス開業
  - 2008年（平成20年）12月 - プールヴィラロイヤルスイート開業
  - 2009年（平成21年）4月 - プールヴィララグーンスイート開業[1]

### ホテルブリーズベイマリーナ
- 所在地
  - 沖縄県宮古島市上野字宮国784-１
- 沿革
  - 1993年（平成5年）7月 - ホテル開業
  - 2009年（平成21年）7月 - タワー館開業[1]

### ウェルネスヴィラ ブリッサ
コンドミニアム型ホテル。旧リゾートヴィラ ブリッサ。
- 所在地
  - 沖縄県宮古島市上野字宮国746-20
- 沿革
  - 1998年（平成10年）11月 - ホテル開業[1]

### アラマンダ インギャーコーラルヴィレッジ
- 所在地
  - 沖縄県宮古島市城辺友利542
- 沿革
  - 2017年（平成29年）7月 - ホテル開業[1]

### ホットクロスポイントサンタモニカ
- 所在地
  - 沖縄県宮古島市上野宮国974-１
- 沿革
  - 2020年（令和2年）10月 - ホテル開業[1]

### ホテルシーブリーズコーラル
旧ホテルシーブリーズカジュアル。
旧ホテルブリーズベイオーシャン。
- 所在地
  - 沖縄県宮古島市上野宮国974-3
- 沿革
  - 2017年（平成29年）11月 - ホテル開業[1]

### ホテルシギラミラージュ
- 所在地
  - 沖縄県宮古島市上野字新里1405-201
- 沿革
  - 2019年（平成31年）4月 - ベイサイド開業
  - 2019年（平成31年）7月 - プールヴィラプレミア開業[1][13][14]
  - 2024年（令和6年）-ホテルシギラミラージュ ビーチフロント開業[1][15]

### ザ シギラリフト オーシャンスカイ
日本国最西南の鉄道（索道（特殊索道））
営業キロ:283m 高低差:25.8m
沖縄県初にして唯一のペアリフト
海側（シギラビーチハウス横） - 高台（シギラベイサイドスイート アラマンダ東の南岸道路（沖縄県道235号）沿い）を結んでいる。